# Enicospilus verticinus
Enicospilus verticinus là một loài tò vò trong họ Ichneumonidae.